# З першого погляду (оповідання)
«З першого погляду» (англ. To Tell at a Glance) — науково-фантастичне оповідання-фіґхут американського письменника Айзека Азімова, опубліковане в лютому 1977 року в журналі The Saturday Evening Post. Оповідання ввійшло до збірки «Вітри перемін та інші історії» (1983).
Оповідання написане для жіночої аудиторії і приурочене до 200-ліття утворення США.

## Сюжет
Елейн Метро працює екскурсоводом на Гаммі — одному з декількох штучних супутників на орбіті Місяця. Наближається дата 300-ліття утворення США. Федерація Орбітальних світів (13-ти штучних поселень в точках Лагранжа L-4 та L-5 Місяця) хоче використати збіг дати і кількості колоній для подачі прохання уряду США про надання їй незалежності.
Уряд Гамми дізнається, що напередодні ювілею до них з-поміж п'яти впливових туристів з інших колоній прибуде диверсант із Землі, який планує диверсію, що посварить колонії та зірве подачу прохання. Елейн, яка добре знається на зовнішньому вигляді та професійних заняттях мешканців усіх колоній, доручили вирахувати диверсанта, не завдавши клопоту іншим гостям.
Весь час Елейн доводиться гасити суперечки між гостями, які в силу своїх культурних і професійних відмінностей негативно ставляться до спільної екскурсії. Їй вдалося по черзі переговорити зі всіма гостями і кожному вона розказувала про якесь місце на протилежній стороні станції, махаючи рукою у невизначеному напрямку. Шпигун врешті попався в цю пастку, подивившись вниз, а не вгору, як це робили справжні жителі кільцеподібних колоній.

## Схожість з іншими творами Азімова
- Подібні світи описуються в оповіданні «Хороший смак».